# Мормонски батаљон
Мормонски батаљон (енгл. Mormon Battalion) је био једина религијски заснована војна јединица у историји Сједињених Држава, а постојао је од јула 1846. до јула 1847, током Мексичко-америчког рата. Батаљон је био добровољачка јединица коју је сачињавало између 534 и 559 верника Цркве Исуса Христа светаца последњих дана, под вођством четних официра који су били мормони, а под командом регуларних официра Војске САД. Током своје службе, Батаљон је извео исцрпљујућ марш од готово 2.000 миља од Кансил Блафа, Ајова до Сан Дијега.
Марш и служба Мормонског батаљона су биле од помоћи Сједињеним Државама у обезбеђивању сигурности већег дела америчког југозапада, укључујући нове територије у неколико западњачких држава, посебно Гадседнову куповину из 1853, и већи део јужне Аризоне. Марш је такође отворио јужну кочијашку руту до Калифорније. Ветерани батаљона су играли значајне улоге у ширењу Сједињених Држава на запад у Калифорнију, Јуту, Аризону, и друге савезне државе.

## Познати припадници батаљона
- Џеферсон Хант, бригадни генерал Калифорнијске милиције
- Вилијам Прауз, испирач злата
- Вилијам С. С. Вајлс
- Џејмс Калвин Слај
- Џорџ Стоунмен, Гувернер Калифорније 1883.
- Стивен Кларк Фостер (1815–1898), први Американац градоначелник Лос Анђелеса, Калифорнија